# Julián Berrendero
Julián Berrendero Martin (San Agustín del Guadalix, 8 aprile 1912 – Madrid, 1º settembre 1995) è stato un ciclista su strada e ciclocrossista spagnolo.
Professionista dal 1934 al 1949, vinse due edizioni della Vuelta a España, nel 1941 e 1942.

## Carriera
Scalatore, seppe mettersi in luce nelle prime edizioni della Vuelta a España, aggiudicandosi undici tappe e la classifica generale nelle edizioni 1941 e 1942. Nel 1942 tenne la maglia di leader della generale dal primo all'ultimo giorno, per diciannove tappe: verrà eguagliato in questo record solo da Freddy Maertens nel 1977 e da Tony Rominger nel 1994. Conquistò inoltre cinque titoli nazionali, tre nella prova in linea su strada e due nel ciclocross.
Al Tour de France nelle stagioni 1936 e 1937 si aggiudicò la maglia a pois, nel 1936, e una tappa. Dopo il ritiro dall'attività aprì un negozio di biciclette a Madrid (Bicicletas Berrendero). Morì nel 1995.

## Palmarès

### Strada
- 1935

3ª tappa Vuelta a Galicia
4ª tappa Vuelta a Galicia
6ª tappa Vuelta a Galicia
Classifica generale Vuelta a Galicia
Circuito d'Escurias
Gran Premio d'Eibar
- 1936

2ª tappa Grand Prix de la Republica
3ª tappa Grand Prix de la Republica
4ª tappa Grand Prix de la Republica
Classifica generale Gran Premio de la Republica
Subida a Santo Domingo
- 1937

15ª tappa Tour de France
Grand Prix Vetements Lapasserie Pau
- 1938

2ª tappa Tour du Sud-Ouest
- 1939

11ª tappa Tour du Maroc
Grand Prix de Bajonne
Grand Prix Ricamarie
2ª tappa Ronde des Mosquetaires a Auch
7ª tappa Tour du Sud-Ouest
- 1941

1ª tappa Vuelta a España
20ª tappa Vuelta a España
Classifica generale Vuelta a España
5ª tappa Circuito del Norte
Subida a Arantzauz
Classifica generale Vuelta a Navarra
Circuito de Getxo
- 1942

1ª tappa Vuelta a España
10ª tappa Vuelta a España
Classifica generale Vuelta a España
7ª tappa Circuito Castilla-León-Asturias
1ª tappa Vuelta a la Región Levantina
Classifica generale Vuelta a la Región Levantina
4ª tappa Volta Ciclista a Catalunya
6ª tappa Volta Ciclista a Catalunya
Campionati spagnoli, Prova in linea
- 1943

Campionati spagnoli, Prova in linea
Classifica generale Volta Ciclista a Catalunya
3ª tappa Circuito Castilla-León-Asturias
8ª tappa Circuito Castilla-León-Asturias
3ª tappa Gran Premio de la Victoria
2ª tappa Vuelta a Girona
3ª tappa Vuelta a la Región Levantina
Trofeo Masferrer
Gran Premio Vizcaya
- 1944

Campionati spagnoli, Prova in linea
7ª tappa Gran Premio de la Victoria
Circuito de Getxo
Gran Premio San Antonio de Durango
Clásica a los Puertos de Guadarrama
Gran Premio d'Eibar
3ª tappa Vuelta a Cantabria
- 1945

1ª tappa Vuelta a España
17ª tappa Vuelta a España
Subida a Santo Domingo
Trofeo de Durango
Trofeo de Sprint
1ª tappa Gran Premio de la Victoria
1ª tappa Vuelta a Galicia
- 1946

3ª tappa Volta Ciclista a Catalunya
Classifica generale Volta Ciclista a Catalunya
5ª tappa Vuelta a España
21ª tappa Vuelta a España
23ª tappa Vuelta a España
- 1947

3ª tappa Vuelta a España
Clásica a los Puertos de Guadarrama
- 1948

1ª tappa Vuelta a España
- 1949

1ª tappa Tour du Maroc

#### Altri successi
- 1936

Classifica scalatori Tour de France
- 1942

Classifica scalatori Vuelta a España
- 1945

Classifica scalatori Vuelta a España
- 1946

Classifica scalatori Volta Ciclista a Catalunya
Classifica punti Volta Ciclista a Catalunya

### Cross
- 1942

Campionati spagnoli
- 1944

Campionati spagnoli

## Piazzamenti

### Grandi giri
- Vuelta a España

1936: 4º
1941: vincitore
1942: vincitore
1945: 2º
1946: 2º
1947: 6º
1948: ritirato
- Tour de France

1936: 11º
1937: 15º
1938: 29º
1949: eliminato (5ª tappa)

### Competizioni mondiali
- Campionati del mondo

Zurigo 1946 - In linea: ritirato
Copenaghen 1949 - In linea: ritirato